# 坎特伯雷座堂
坎特伯雷座堂（英語：Canterbury Cathedral）是英國最古老、最著名的基督教建筑之一，位於英國東南的肯特郡郡治坎特伯雷。它是英国圣公会首席主教暨普世圣公宗的精神领袖坎特伯雷大主教的主教座堂，具有普世聖公宗母堂的地位。其正式名称是坎特伯雷基督教堂和大主教座堂（Cathedral and Metropolitical Church of Christ at Canterbury）。教堂已被列為世界遺產。

## 歷史

### 羅馬帝國
首任總主教奧斯定原為羅馬聖安德肋修院副院長，596年奉教宗額我略一世敕命率四十名傳教士往英國傳教，597年到達並獲得了肯特國王的許可，可以修復幾個已經存在的教堂。奧斯定隨後於同年建立了坎特伯雷大教堂。由聖比德的著作《英吉利教會史》中記錄了聖奧斯定建造主教座堂的過程。

### 現代

#### 解散修道院
1538年，亨利八世下令解散修道院，珍貴聖物及建築石材遭到破壞和偷盜。解散修道院期間，這裡不再是一座修道院，所有宗教建築被查封。坎特伯雷座堂於1539年3月30日向王室投降，隨後座堂院長和修道士都被驅逐。座堂恢復了以前「世俗教規學院」的狀態。

#### 西側的雕像

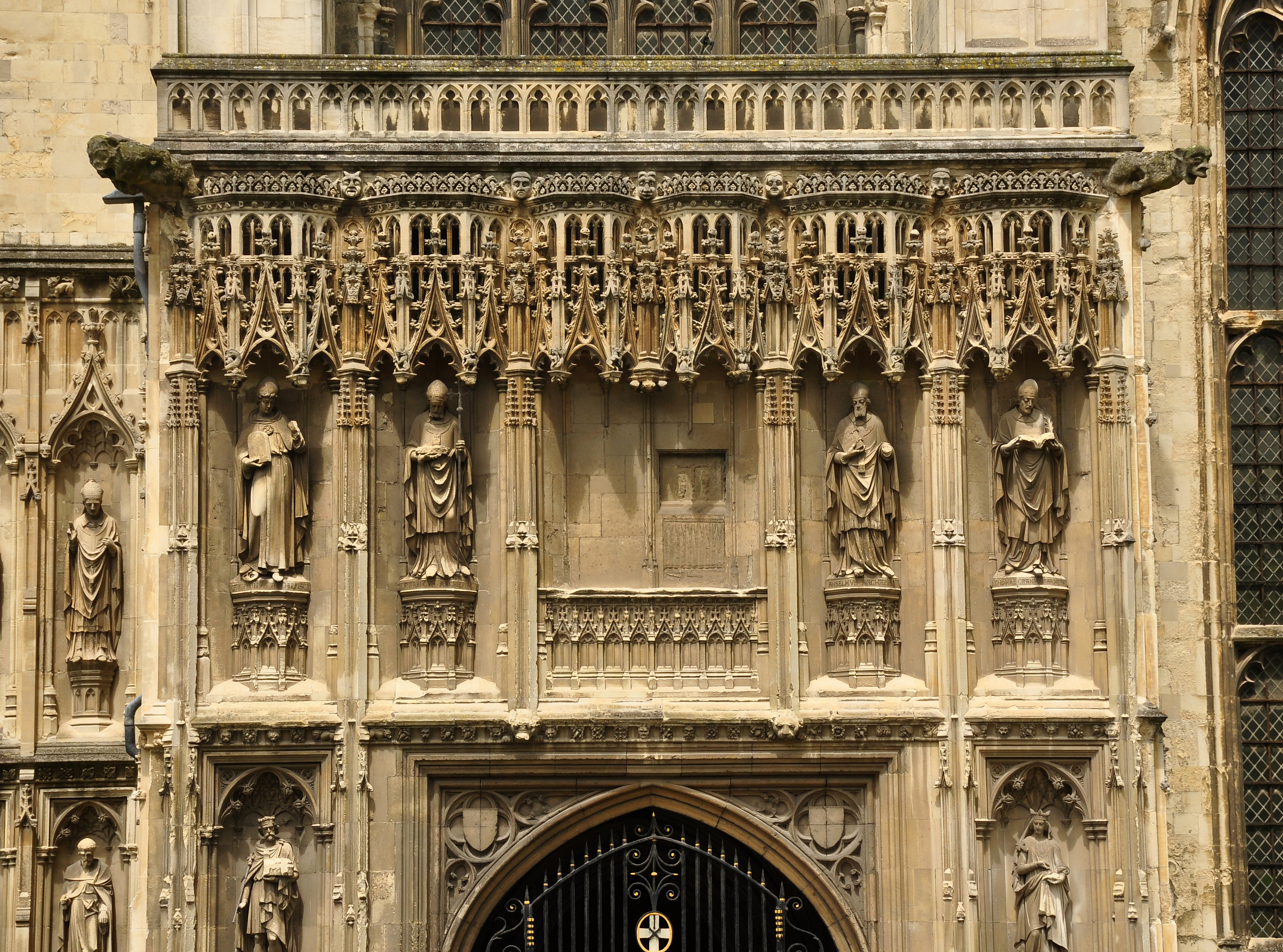
西門壁龕裏的雕像

目前裝飾在大教堂西側的大多數雕像都是在1860年代安裝的，當時南門正在翻新。當時壁龕是空置的，座堂院長認為如果把它填滿座堂的外觀會得到改善。而當時委託了維多利亞時代的雕塑家西奧多·菲弗斯創作這些雕像。目前有53座雕像，都是對座堂和英國教會有影響力的人物，如神職人員、王室成員、聖人和神學家。當中包括奧斯定等歷任大主教及維多利亞女王和伊麗莎白二世。

### 兩張主教座

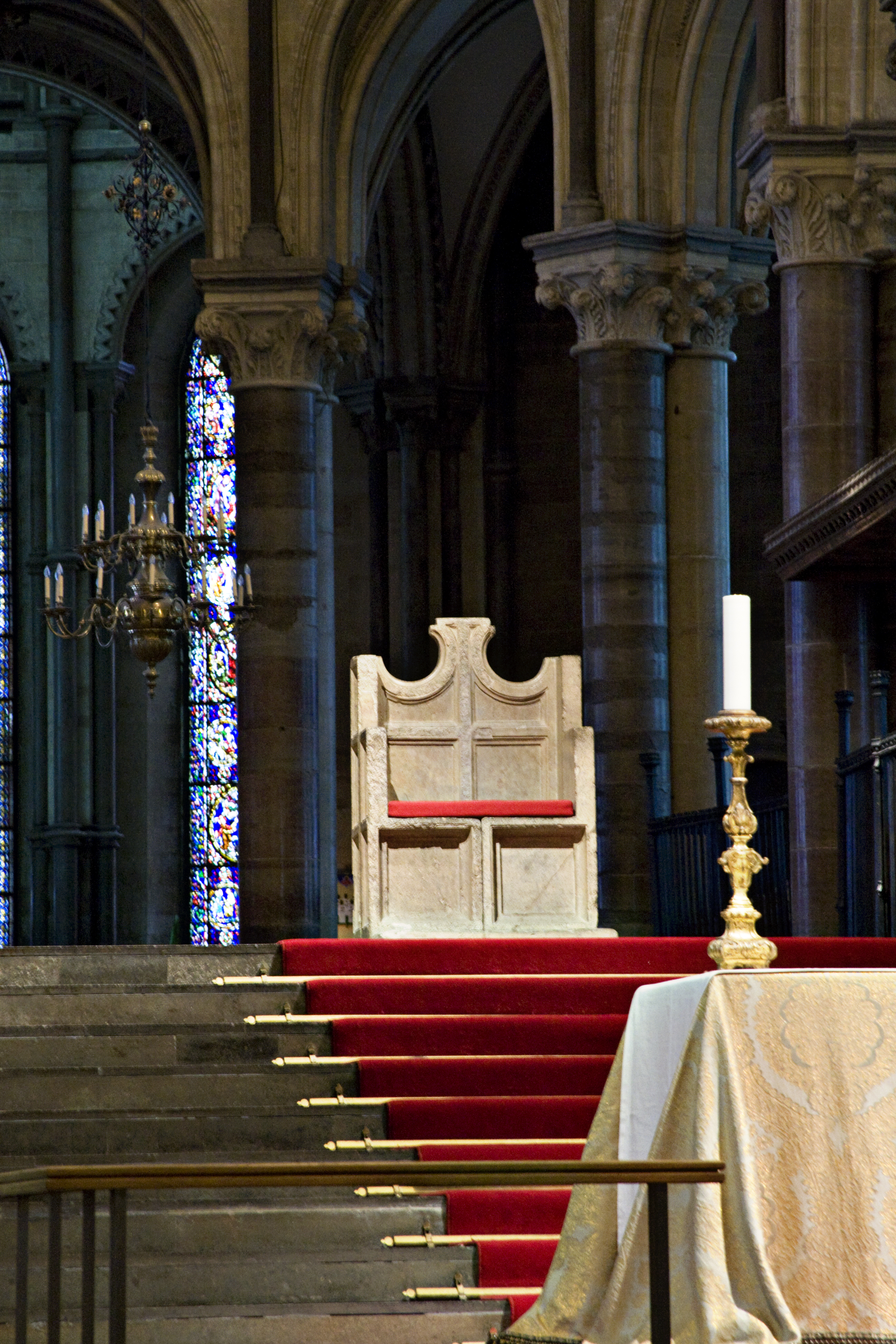
英格蘭主教長主教座「聖奧古斯丁之座」

坎特伯里教區主教座：代表坎特伯里教省大主教及坎特伯里主教區主教
圣奥斯定之座：代表全英格蘭主教長

## 現存建築的規劃

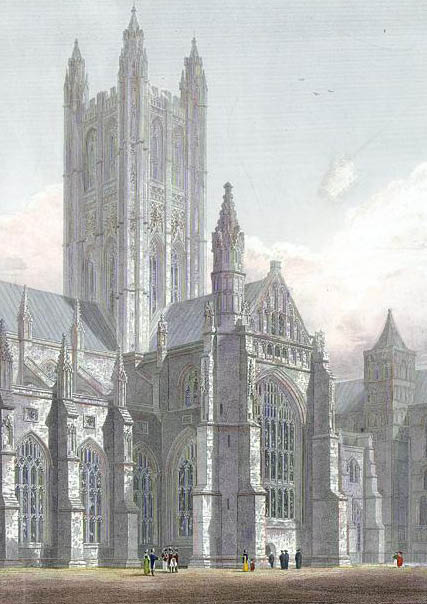
中央塔楼和南袖廊，1821年

## 註释
1. ↑  此為天主教譯名，聖公宗譯名該為大主教奧古斯丁
2. ↑  此為天主教譯名，聖公宗譯名該為聖貝德